# 629
Cette page concerne l'année 629  du calendrier julien. Pour l'année 629 av. J.-C., voir 629 av. J.-C. Pour le nombre 629, voir 629 (nombre).
L'année 629 est une année commune qui commence un dimanche.

## Événements

### Asie
- 2 février : début du règne de Jomei, empereur du Japon[1].
- Février : pèlerinage (Umra) des musulmans à La Mecque, un an après le pacte d'al Hudaibiya. Mahomet touche la Pierre Noire et accomplit les sept circumambulations[2].
- Mars-avril : les Khazars, alliés aux Byzantins contre les Perses, mènent une campagne en Albanie du Caucase qu'ils occupent entre 629 et 630[3].
- 17 juillet : accords d’Arabissos entre Héraclius et le général perse révolté Charbaraz[4]. L’Empire byzantin récupère la Mésopotamie romaine, la Syrie, la Palestine et l’Égypte. Après vingt ans de guerre, la Perse est complètement désorganisée et son pouvoir politique ébranlé. La guerre civile qui éclate en Perse paraît assurer le triomphe définitif de Byzance[5].
- Août[6] : le pèlerin bouddhiste et chroniqueur chinois Xuanzang (Hsüan Tsang) se rend en Inde en traversant le Pamir pour rapporter en Chine les textes bouddhiques sacrés (629-645). Son récit atteste qu’à cette époque le bouddhisme a entièrement conquis les royaumes du bassin du Tarim[7].
- Septembre : défaite des musulmans face aux Byzantins, après leurs premiers incidents à la bataille de Mu'ta, près de la Mer Morte[8].

- Début du règne de Songtsen Gampo, roi du Tibet, unificateur du pays (fin en 650)[9].
- Crue de l'Euphrate et du Tigre, qui détruit les digues. Le pays de Sumer est inondé par la formation d’un grand marais[10].

### Europe

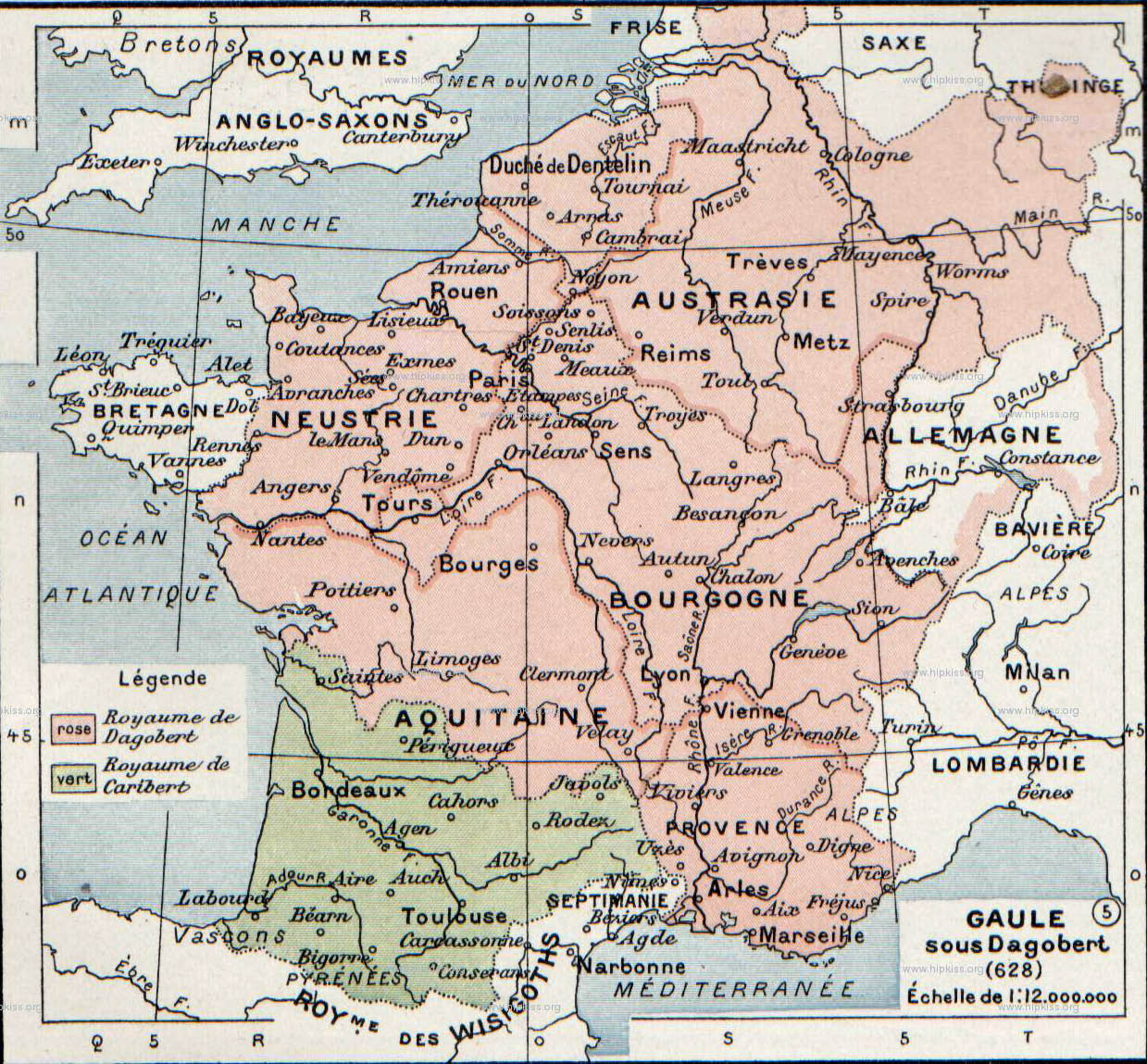
Le royaume franc à l'avènement de Dagobert

- 21 mars : dans une novelle publiée à Constantinople, Héraclius abandonne le titre d'Imperator Caesar Augustus pour prendre celui de Basileus[11].
- 18 octobre : mort de Clotaire II[12]. Son fils puiné Caribert, alors à Paris, tente de s'emparer du trône avec l'appui de son oncle Brodulf. Dagobert, l'ainé, lève une armée en Austrasie. Il se fait reconnaître à Soissons par les évêques et leudes de Bourgogne et par la majorité de ceux de Neustrie. Il devient seul roi des Francs jusqu'en 638-639. Caribert, écarté du trône, obtient l’Aquitaine (Toulousain, Cahorsin, Agenais, Périgord, Saintonge, jusqu’aux Pyrénées) qu'il gouverne jusqu'à sa mort en 632[13]. Dagobert rétablit l’ordre, impose son autorité et assure la sécurité aux frontières.

- Voyage de Dagobert en Bourgogne (629-630) ; il visite Langres, Dijon, Saint-Jean-de-Losne, Chalon, Autun, Auxerre et Sens[14]. Il est reçu froidement par les évêques et les notables bourguignons.
- Dagobert aurait ordonné à tous les Juifs d’accepter le baptême sous peine de bannissement[15].

## Décès en 629
- 18 octobre : Clotaire II, roi de Neustrie (584 - 613), puis roi des Francs (613 - 629).
- Brodulf, oncle de Caribert II, assassiné sur ordre de Dagobert à Chalon en Bourgogne[13].
- gNam-ri Srong-btsan, empereur du Tibet, père de Srong-btsan sgam-po.